# Fisklöstjärnen (Idenors socken, Hälsingland)
Fisklöstjärnen är en sjö i Hudiksvalls kommun i Hälsingland och ingår i Harmångersån-Delångersåns kustområde.